# منتخب فنلندا الأولمبي لكرة القدم
منتخب فنلندا الأولمبي لكرة القدم (بالفنلندية: Suomen jalkapallon olympiajoukkue)‏ هو ممثل فنلندا الرسمي في المنافسات الدولية في كرة القدم 
.